# Aruval
El aruval, en  tamil: அருவாள், y en   alayalam:അരിവാള്, es un tipo de gancho de pico tradicional del sur de la India, particularmente común en los estados indios de Tamil Nadu y Kerala. Se utiliza como herramienta y como arma. Los tamiles reservan el arma como símbolo del karupannar, una de las deidades masculinas hindúes tamiles populares entre los grupos sociales rurales de Tamil Nadu y partes de Kerala. En la cultura popular, a veces se asocia con pandilleros. En las películas de este tema, se utiliza como arma de elección. En Kerala, su uso principal es en la agricultura, principalmente en la cosecha de arroz, bien como hoz de mano, bien en el corte de cocos utilizándolo como gancho.

## Introducción
Un aruval mide generalmente de 1 a 2 metros de largo y la hoz de la mano mide unos 50 cm. La hoja de esta arma se origina en la empuñadura y se extiende hasta la parte principal de la pala. Puede describirse como una  hoz con una extensión. También puede considerarse como una espada con una curva inversa. Las versiones más cortas eran útiles para romper cocos, y las versiones más largas eran más parecidas a las armas de batalla. La versión más corta se suele ver en los pueblos pequeños. Las cuchillas son en su mayoría rectas con una curva hacia el extremo, lo que le permite funcionar como una herramienta de agarre. La parte recta de la hoja también se utiliza para cortar, como un cuchillo estándar.

## Variantes y utilización
Mientras que los agricultores suelen emplear la hoz kathir aruvāl koyttharivaal para cosechar los cultivos, una variación más larga llamada veecharuvāl se utiliza para desbrozar a través de áreas boscosas. El veecharuval también se utilizó como arma y sigue utilizándose como tal para la autodefensa en las zonas rurales o para la guerra de bandas en las ciudades. Cuando no se usaba, el aruval armificado se llevaba en la espalda, con la hoja apuntando hacia abajo y el mango justo detrás de la cabeza del usuario. Algunos aruvals, como los que se usan en la adoración del Khaval Dheivam, tienen una longitud de hasta 3,5 pies, poco más de un metro.
|  |  |

- Datos: Q4802325